# سکونتگاه خطی

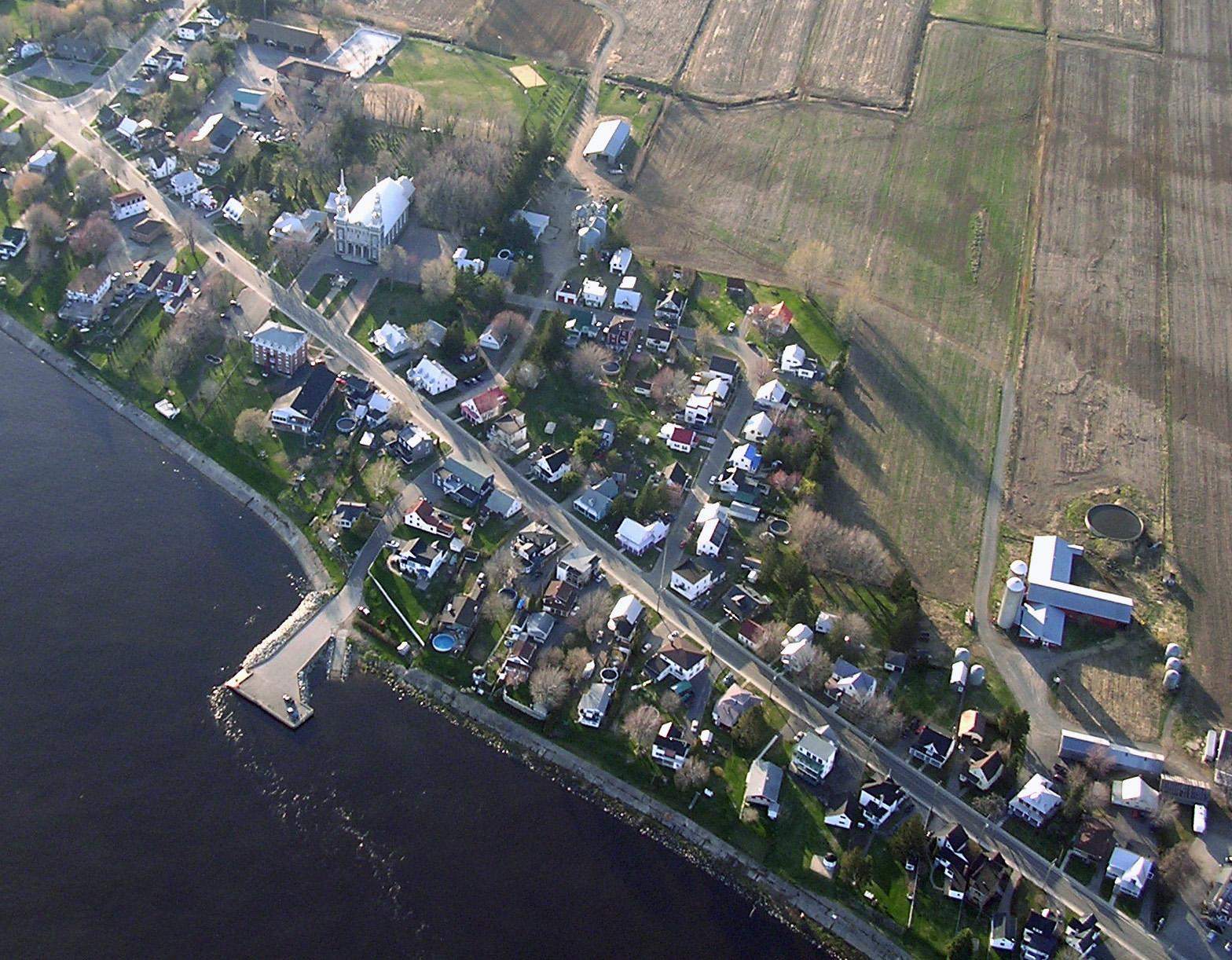
برخی از جوامع در امتداد رودخانه سن‌لوران در کبک، کانادا، به عنوان سکونتگاه‌های خطی توسعه یافته‌اند، همان‌طور که هنوز به وضوح در شامپلن دیده می‌شود.

سکونتگاه خطی به یک سکونتگاه (معمولاً کوچک تا متوسط) یا گروهی از ساختمان‌ها گفته می‌شود که از یک ردیف طولانی تشکیل شده‌است. بسیاری از این سکونتگاه‌ها در امتداد یک مسیر حمل و نقل مانند جاده، رودخانه یا کانال شکل می‌گیرند. برخی دیگر به دلیل محدودیت‌های فیزیکی مانند خطوط ساحلی، کوه‌ها، تپه‌ها یا دره‌ها شکل می‌گیرند. سکونتگاه‌های خطی ممکن است مرکز آشکاری نداشته باشند.
در مورد سکونتگاه‌هایی که در طول یک راه ساخته شده‌اند، مسیر قبل از سکونتگاه بوده و سپس سکونتگاه در طول مسیر حمل و نقل رشد کرده‌است. اغلب، این سکونتگاه تنها یک خیابان با خانه‌هایی در دو طرف جاده است. مایلهم، در نورفولک انگلستان نمونه ای از این الگو است. توسعه‌های بعدی ممکن است پیچ‌های جانبی و مناطق دورتر از خیابان اصلی اولیه را اضافه کند. مکان‌هایی مانند ساوت‌پورت انگلستان به این ترتیب توسعه یافتند.
سکونتگاه خطی در تضاد با توسعه روبانی است که عبارت است از گسترش بیرونی یک شهر موجود در امتداد یک خیابان اصلی و با یک سکونتگاه هسته‌دار که گروهی از ساختمان‌ها در اطراف یک نقطه مرکزی قرار گرفته‌اند.

طرحی از یک روستای خیابانی

انواع خاصی از سکونتگاه‌های خطی عبارتند از روستای خطی، دهکده زنجیره ای ، دهکده خیابانی (لهستانی: ulicówka; آلمانی: Straßendorf, لیتوانیایی: gatvinis kaimas، فرانسوی: village-rue). کشورهای مختلف طبقه‌بندی‌های مختلفی از سکونتگاه‌های خطی دارند.
سوووشووا در لهستان، با داشتن ۹ کیلومتر طول در کنار خیابان اصلی و نوارهای نازک زمین کشاورزی که ۶۰۰۰ نفر در آن زندگی می‌کنند، قابل توجه است.

## شهرها و نواحی شهری جدید
طرح‌های خطی نیز برای پروژه‌های توسعه شهر و ناحیه جدید، مانند شهر خطی آرتورو سوریا و ماتا، شهر خطی مایکل گریوز و پیتر آیزنمن، منطقه سیوداد لاینال مادرید و شهر خط عربستان سعودی پیشنهاد شده‌اند. این گونه طرح‌ها به عنوان بیانگر درک ساده‌ای از روند رشد شهری و نادیده گرفتن عامل انسانی در طراحی و در نتیجه ناکارآمدی و پتانسیل رشد محدود مورد انتقاد قرار گرفته‌اند.